# Tabory
Tabory (del ruso: Таборы) es un selo del óblast de Sverdlovsk en Rusia, centro administrativo del raión municipal y de la comuna rural del mismo nombre. Está situada sobre el río Tavdá (afluente del Tobol y por lo tanto de la cuenca hidrográfica del Obi), 359 km al nordeste de Ekaterimburgo, la capital del óblast, y a 96 km también al nordeste de la estación ferroviaria Turinsk-Uralski.